# Лиломаиава, Паламия
Паламия (Палемия) Сиалеса Лиломаиава (англ. Palamia (Palemia) Sialesa Lilomaiava, родился 23 марта 1960 в Лепеа) — самоанский регбист, выступавший на позиции пропа.

## Биография
Выпускник колледжа Ченнел (Самоа). Выступал за любительский клуб «Марист Сент-Джозеф». В сборную Самоа вызывался с 1988 по 1993 годы, был в заявке на чемпионат мира 1991 года, но ни один матч не провёл. 31 июля 1993 года сыграл единственный свой матч в сборной Самоа против новозеландцев в Окленде (поражение 35:13).
Является родственником регбиста Роберта Лиломаиава.